# Cypripedium japonicum
Cypripedium japonicum é uma espécie de orquídea terrestre, família Orchidaceae, que habita a China, Coreia e Japão.